# Vem vet?
"Vem vet?" är en visa framförd av Lisa Ekdahl som också skrivit text och musik. Låten låg på albumet Lisa Ekdahl 1994. På singellistorna placerade sig den som bäst på 4:e plats i Sverige och 4:e plats i Norge.
Melodin låg på Svensktoppen i tio veckor under perioden 12 mars-14 maj 1994, och låg den 9 april samma år på listans förstaplats. Låten spelades ofta i radio i Sverige under det året, och betraktades som en "monsterhit".

## Listplaceringar
| Lista (1994) | Position |
| ------------ | -------- |
| Norge        | 4        |
| Sverige      | 4        |